# Impastatrice a spirale

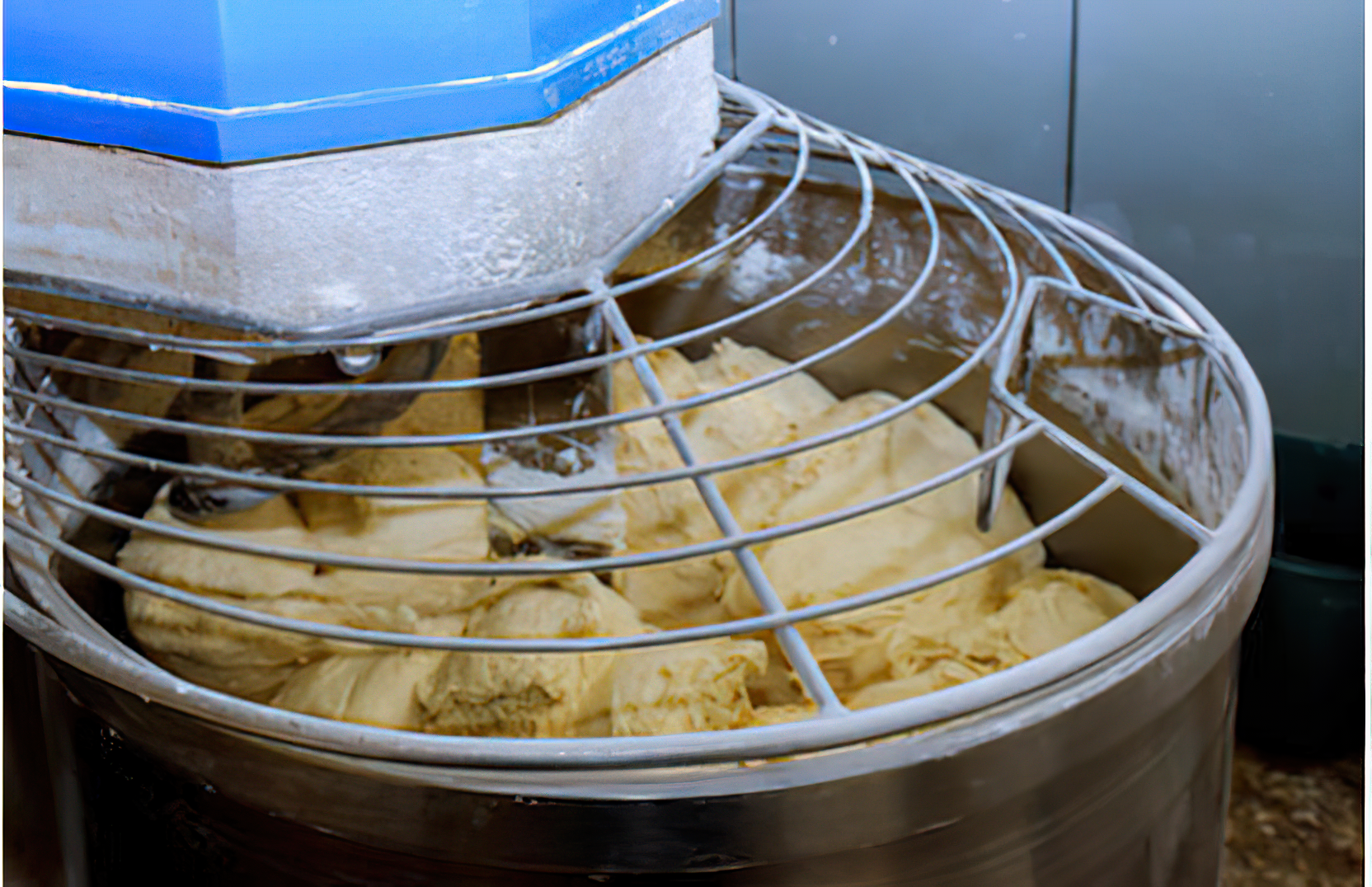
Impastatrice a pieno carico

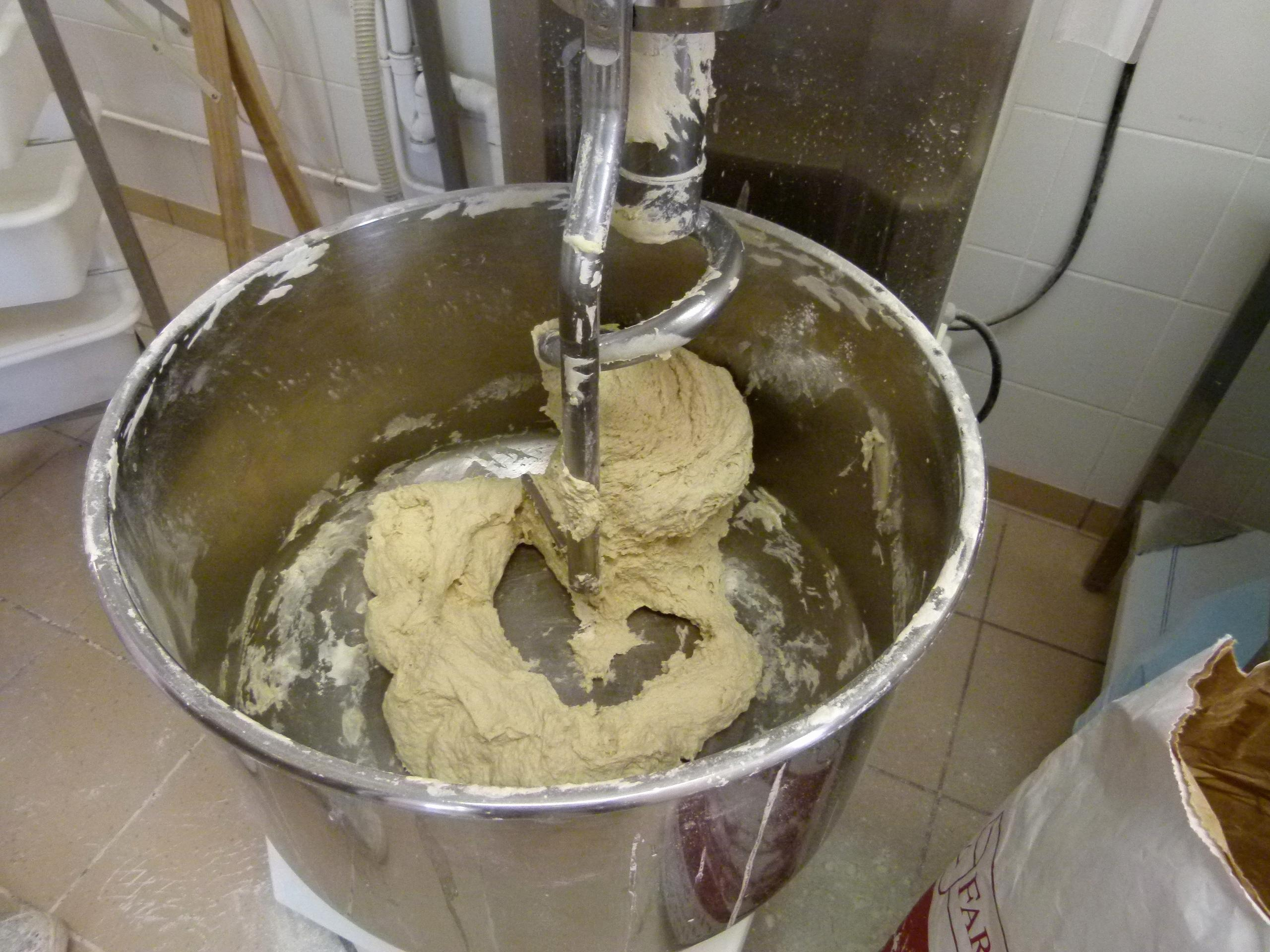
Impastatrice aperta

L'impastatrice a spirale è una macchina professionale impiegata principalmente nel panificio o nella pasticceria industriale od artigianale, nell'atto di impastare, principalmente la farina di frumento con altri ingredienti quali l'acqua, lievito, sale, lievito madre, zucchero, ecc.  

## Struttura
L'impastatrice a spirale è costituita da un corpo ove sono installati il motore elettrico, una vasca di contenimento dell'impasto e la spirale. La vasca, dall'introduzione delle normative HACCP, è in acciaio inox e di forma cilindrica, dotata di un coperchio di chiusura che blocca il funzionamento se viene sollevato.

## Funzionamento
La vasca, durante la fase di impasto, ruota sul proprio asse in modo da facilitare l'impasto. La spirale gira lungo il proprio asse generando un'azione di stiramento e allungamento della maglia glutinica. Generalmente è presente un "piantone" centrale fisso, che serve per facilitare l'impasto. Questa azione di "stiramento" del glutine e di forte attrito provoca il riscaldamento dell'impasto. La vasca dell'impastatrice a spirale può essere di tipo fisso, asportabile o ribaltabile. Quest'ultima facilita le operazioni di svuotamento in quanto riversa l'impasto sul piano di lavorazione.